# Provincia di Istanbul
La provincia di Istanbul (in turco İstanbul ili) è una provincia della Turchia.
Dal 2012 il suo territorio coincide con quello del comune metropolitano di Istanbul (İstanbul Büyükşehir Belediyesi).

## Geografia fisica
La provincia si estende su due continenti, Europa e Asia, e confina con la provincia di Tekirdağ a occidente e con la provincia di Kocaeli a oriente.

## Popolazione
Costituisce la provincia più popolosa del paese e coincide con la città metropolitana di Istanbul (İstanbul Büyükşehir Belediyesi, abbreviato in İBB in Turco), la quale, dopo quella di Mosca, costituisce l'area metropolitana più popolosa d'Europa (anche se in parte asiatica) contando nel 2009 12.782.960 abitanti.

## Geografia antropica

### Suddivisioni amministrative

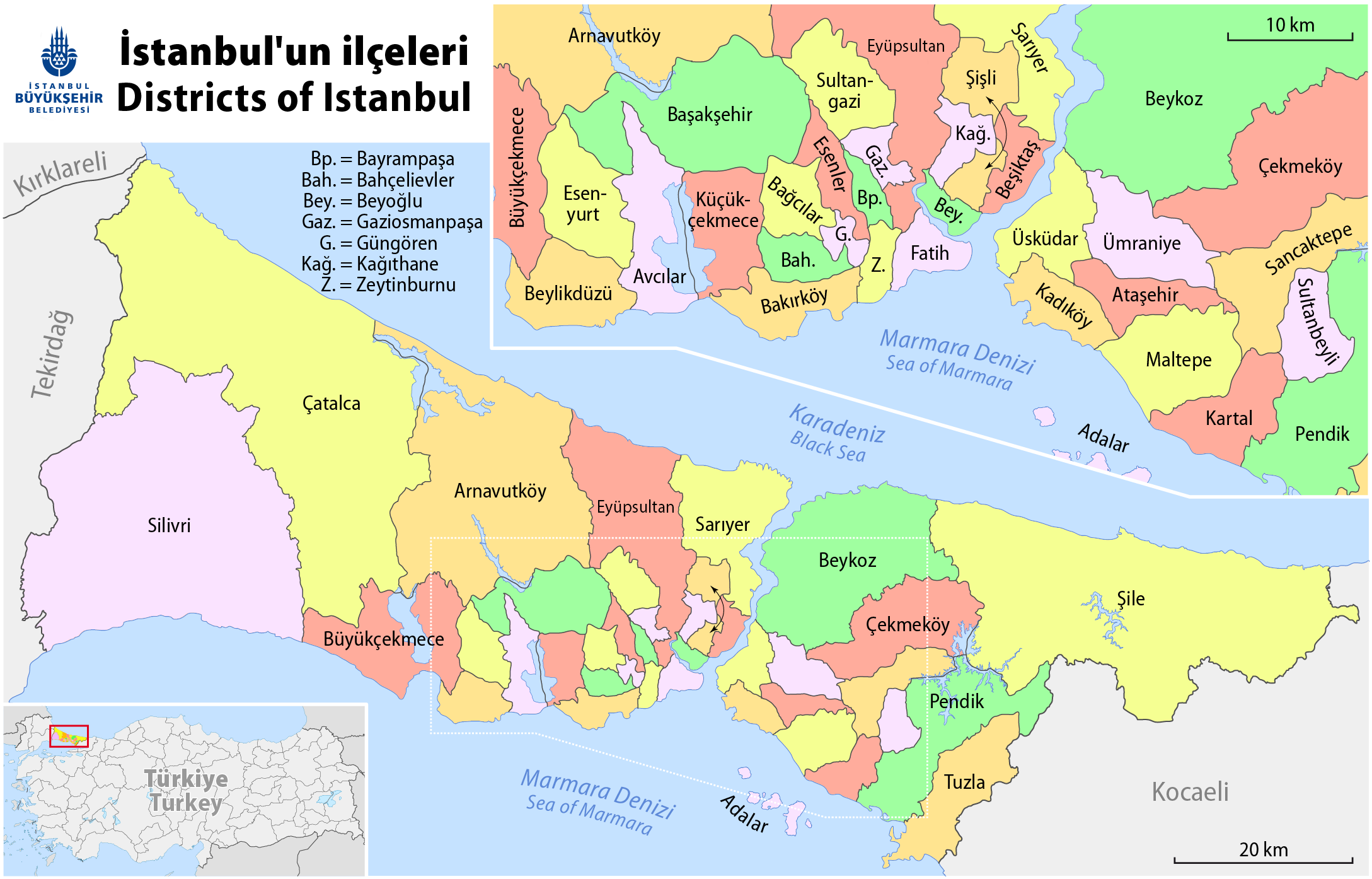
Distretti della provincia di Istanbul

La provincia è divisa in 39 distretti.
- Adalar
- Arnavutköy
- Ataşehir
- Avcılar
- Bağcilar
- Bahçelievler
- Bakırköy
- Başakşehir
- Bayrampaşa
- Beşiktaş
- Beykoz
- Beylikdüzü
- Beyoğlu

- Büyükçekmece
- Çatalca
- Çekmeköy
- Esenler
- Esenyurt
- Eyüp
- Fatih
- Gaziosmanpaşa
- Güngören
- Kadıköy
- Kağıthane
- Kartal
- Küçükçekmece

- Maltepe
- Pendik
- Sancaktepe
- Sarıyer
- Scutari
- Silivri
- Sultanbeyli
- Sultangazi
- Şile
- Şişli
- Tuzla
- Ümraniye
- Zeytinburnu

Il distretto di Fatih costituisce il centro storico della città di Istanbul.
Fino al 2012 i distretti di Avcılar, Bağcilar, Bahçelievler, Bakırköy, Bayrampaşa, Beşiktaş, Beylikdüzü, Beyoğlu, Büyükçekmece, Esenler, Esenyurt, Fatih, Gaziosmanpaşa, Güngören, Kağıthane, Küçükçekmece, Sultangazi, Şişli, Zeytinburnu sulla sponda europea del Bosforo, e di Adalar, Ataşehir, Kadıköy, Kartal, Maltepe, Sultanbeyli, Tuzla, Ümraniye, Scutari sulla sponda asiatica, costituivano i distretti interamente metropolitani mentre i rimanenti distretti comprendevano invece altri comuni e villaggi rurali.
Complessivamente prima dell'istituzione dell'IBB facevano parte della provincia 78 comuni e 167 villaggi.